# Osterburg (Stendal)
Osterburg é uma cidade da Alemanha localizada no distrito de Stendal, estado de Saxônia-Anhalt.
Osterburg é membro e sede do Verwaltungsgemeinschaft de Osterburg.